# 沈春池
沈春池（1909年3月5日—1988年12月8日），福建詔安人，前國民革命軍軍官，為財團法人沈春池文教基金會創辦人、威京總部集團主席沈慶京之父。

## 生平
清宣統元年（1909年）沈春池出生於福建詔安，父親為清末革命人士沈滄海、母親陳氏，幼年就學於震南高等小學，每試均列前茅。沈父長年傾囊捐助支持、追隨孫中山革命，親自參與「饒平起義」。家族由於捐輸革命多年致使家計日漸清貧，母陳太夫人獨力鞠育沈春池兄弟二人。沈春池幼年因家計無力升學，乃入詔安中學師範班就讀以省學費，期間父母先後謝世，沈春池完成師範中學學業後留在家鄉從事教職以維生計。1931年日軍始侵華，兩年後又爆發第十九路軍起事叛亂的閩變，沈春池毅然投筆從戎報考南京中央軍校13期但因年齡太大未能錄取，低報年齡才順利進入黃埔14期就讀，於1936年入南京中央軍校臨時訓練班受訓。隔年發生盧溝橋事變戰事全面擴大，乃正式編入中央軍校第十四期二總隊砲科，旋即至湖北武昌軍校十四期入伍生團受訓。迄1938年春，軍校西遷沈春池亦隨校内徙，徒步經長沙、益陽、常德而入重慶，在校期間精研各種防空武器之操作維護。軍校畢業後沈春池首先分發至高砲部隊，於桂林見習期間曾遇敵機來襲並親自擊落日方軍機一架。歷任連營長及副部隊長等職，足跡遍及各省。1945年中國抗日戰爭勝利，沈先後奉調南京及上海等地任職。1948年，沈春池隨軍來臺，1949年復調任臺灣省新竹、基隆等地之部隊長及國防部幕僚工作，迄1967年以空軍中校銜退役。沈春池家族因隨部隊移防之故曾經數度搬家，先後落腳過臺南、新竹、嘉義以及臺北市萬華區南機場地方的達德新村。
沈退伍後事業有成，經常從事社會服務工作。1974年，沈春池率長子沈慶京創立「威勇公司」經營紡織品外銷。1985年復成立「威京投資開發公司」，將業務領域擴及貿易、金融、營建以及高科技產品等多元體系，蔚爲國家新興企業。1988年3月，沈春池利用80歲生日時親友賀壽的禮金以及個人捐輸成立「沈春池文教基金會」以回饋社會，同年12月8日辭世。1989年元月10日，安葬於臺北縣三芝鄉白沙灣安樂園公墓。沈春池身故後，長子沈慶京秉承父志繼續發展基金會，使該組織成為臺灣較早從事海峽兩岸文化交流的專業非營利組織。

## 家庭
沈春池與妻子沈余瓊霞育有三子兩女，分別為長子沈慶京、次子沈慶台、三子沈慶光以及長女沈娜芳、次女沈娜麗。2015年12月5日，沈春池遺孀沈余瓊霞辭世，享嵩壽101歲。

## 外部連結
- 沈春池文教基金會官網 （页面存档备份，存于）
- 沈春池文教基金會臉書